# Niphopterolophia geminata
Niphopterolophia geminata är en skalbaggsart som beskrevs av Stefan von Breuning 1964. Niphopterolophia geminata ingår i släktet Niphopterolophia och familjen långhorningar. Inga underarter finns listade i Catalogue of Life.